# ロータス・イーターズ
ロータス・イーターズ（The Lotus Eaters）は、イギリスのニュー・ウェイヴ・ポップ・バンド。1982年にリヴァプールにて結成。

## 来歴
1981年9月にジャス・ベイビーズ（Jass Babies）のメンバーだったピーター・コイルと、ワイルド・スワンズを立ち上げたジェム・ケリーの2人が出会い結成される。その後、ワイルド・スワンズのメンバーでキーボーディストのジェド・クイン、ベーシストにフィル・ラッキング、ドラマーにジョン・ヘドリーが加入する。1982年10月に行われたセッションにて「The First Picture of You」がレコーディングされ、この曲を気に入ったアリスタ・レコードと契約、1983年7月に同曲はリリースされ各国でヒットを収め、バンドの代表曲として認知される。翌1984年にファースト・アルバム『青春のアルバム（No Sense of Sin）』をリリース。その後、クインが脱退し、ベーシストにザ・キュアーやアソシエイツでプレイしたマイケル・デンプシー、キーボーディストにスティーヴン・エマー、ドラマーにスティーヴン・クリースを募りツアーを続けるが、1985年にアリスタ・レコードを解雇され、そのまま解散。
解散後にコイルはソロ・アーティストとして活動、アルバム『A Slap in the Face for Public Taste』と『I'd Sacrifice Eight Orgasms with Shirley MacLaine Just to Be There』をリリースし、ソングライターとしても活躍する。ケリーはワイルド・スワンズを再結成し活動。2002年にコイルとケリーのデュオとして再結成し、アルバム『Silentspace』をリリースした。2010年にアルバム『Diferrance』を日本のライブ会場でのみ限定リリース。かつて録音していながらお蔵入りになった曲を収録している。

## ディスコグラフィ

### スタジオ・アルバム
- 『ノーセンス・オブ・シン』 - No Sense of Sin (1984年、Arista/Sylvan) ※旧邦題『青春のアルバム』
- Silentspace (2002年、Vinyl Japan)
- Diferrance (2010年、Sylvan)

### EP
- Stay Free EP (2001年、Vinyl Japan)

### コンピレーション・アルバム
- First Picture of You (1998年、Vinyl Japan/BBC Worldwide) ※1982年-1984年録音のBBCとライブ・セッション

### シングル
- 「青春のアルバム」 - "The First Picture of You" (1983年)
- "You Don't Need Someone New" (1983年)
- "Set Me Apart" (1984年)
- "Out on Your Own" (1985年)
- "It Hurts" (1985年)